# Lam Sơn, Thanh Miện
Lam Sơn là một xã thuộc huyện Thanh Miện, tỉnh Hải Dương, Việt Nam.
Xã Lam Sơn có diện tích 6,89 km², dân số năm 1999 là 6493 người, mật độ dân số đạt 942 người/km².